# 피터 나이츠
피터 나이츠(Pieter Nuyts, 1598년 ~ 1655년 12월 11일)는 네덜란드 공화국의 일본 대사와 네덜란드령 포르모사(대만)의 총독을 지낸, 탐험가이자 외교관 그리고 정치인이었다.
1626년~1627년에 네덜란드 동인도회사에서 호주 남부 일대를 탐험하고 지도를 그렸는데, 이 탐험대의 일원이었다. 현재도 호주 남부 해안에 누이츠(Nuyts)라는 지명이 존재한다.
1627년 일본 주재 네덜란드 대사와 네덜란드령 포르모사(현재, 대만) 총독에 임명되었다. 하지만 공무처리가 부족하고 사적으로 무분별하게 행동하여, 벌금을 물고 투옥이 되기도 했다. 네덜란드와 일본의 긴장된 관계를 풀기 위한 희생양이었다는 시각도 있다.
1637년에 네덜란드로 돌아와서 훌스터 암바흐(Hulster Ambacht) 시장과 훌스트(Hulst) 시장이 되었다.
20세기 초에 대만의 일본 교과서에서는 "전형적인 오만한 서양 깡패"라고 평가되었다.

## 초년기
피터 나이츠는 1598년에 네덜란드 공화국 제일란트주 미델뷔르흐 마을에서 상인 로렌스 나이츠(Laurens Nuyts)의 아들로 태어났다. 어머니는 앤트워프 출신의 부유한 개신교 이민자인 엘리자베스 발란츠(Elisabeth Walraents)이다.
레이던 대학교에서 공부하고 철학 박사를 취득하고는 미델뷔르흐로 돌아와서 아버지의 무역회사에서 일을 했다.
1620년 앤트워프 이민자 자녀인 코르넬리아 자코(Cornelia Jacot)와 결혼하여 로렌스(1622년), 피터(1624년), 쌍둥이 안나 코르넬리아와 엘리자베스(1626년) 4명의 자녀를 낳았다. 1626년에 네덜란드 동인도회사에 입사하였다.

## 호주 탐험

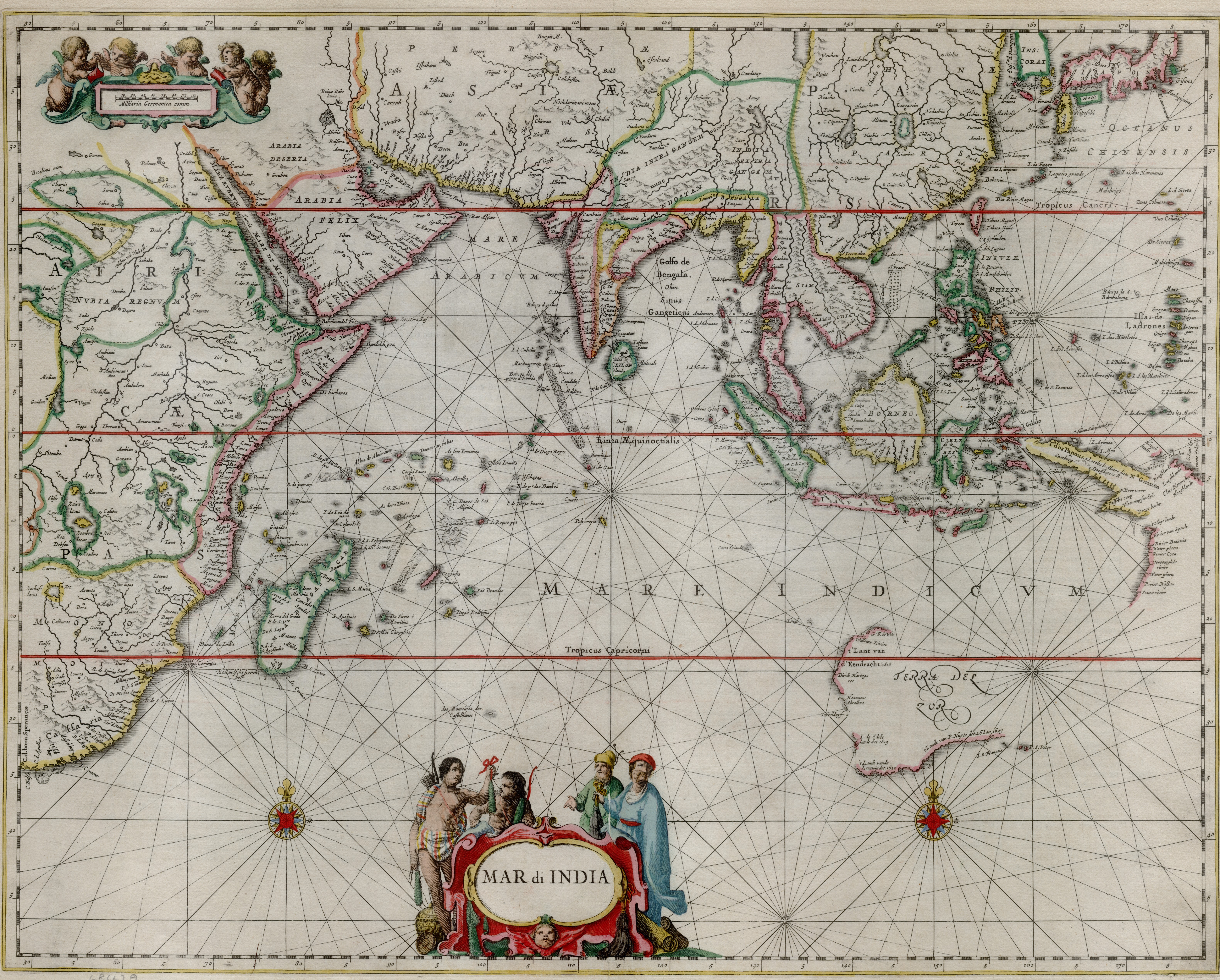
1616년 하르토흐(Hartog), 1622년 레윈(Leeuwin), 1627년 피터 나이츠(Pieter Nuyts)의 호주 남서부 탐험을 바탕으로, 1650년 요하네스 얀소니에스(Johannes Janssonius)가 출판한 지도

1626년 5월 11일 네덜란드 동인도회사 소속의 선박인 황금해마(Gulden Zeepaert)를 타고 나이츠와 그의 장남 로렌스는 암스테르담을 떠났다. 최종 목적지는 네덜란드 동인도의 수도인 바타비아(Batavia, 현재 인도네시아 자카르타)였다.
그러나 중간에 호주 남부를 들려서 올버니(Albany)에서 세두나(Ceduna)까지 약 1,500km의 해안을 탐험하였다.
현재도 누이츠 암초(Nuyts Reef), 누이츠 곶(Cape Nuyts), 누이츠 군도(Nuyts Archipelago)와 같은 지명이 남아있고, 서부 호주의 크리스마스트리인 누이시아(Nuytsia)라는 식물도 나이츠의 이름에서 따왔다.

## 주일 네덜란드 대사
호주 항해를 마치고 한 달이 지난 1627년 5월 10일에, 나이츠는 네덜란드령 포르모사 총독과 네덜란드 동인도회사의 일본 대사로 임명되어, 쇼군 도쿠가와 이에미쓰의 궁정을 방문했다. 대만에 대한 네덜란드의 영유권을 주장하기 위해서였다.
하지만 이때 나가사키의 일본 상인인 하마다 야헤이(濱田彌兵衛)도 6명의 대만 원주민을 데리고 쇼군의 궁정에 와있었다. 하마다는 그들이 대만의 통치자라고 주장하면서, 쇼군에게 대만의 주권을 넘겨주려 한다며 쇼군과 접견을 요청했다.
그러나 나이츠와 하마다 모두 쇼군의 접견을 거부당했다. 나이츠가 쇼군 도쿠가와 이에미쓰를 만나지 못한 이유는 네덜란드인들의 거만한 태도와 장난 그리고 하마다의 음모 때문이었다고 한다.

## 네덜란드령 포르모사 총독
나이츠는 일본에서 대만에 있는 타이위안(현재 대만의 안핑구)으로 왔다. 이곳에는 질란디아 요새가 있었는데, 나이츠는 이 요새에서 네덜란드령 포르모사의 3번째 총독으로 취임했다.

### 중국과의 협상
나이츠의 중요한 목표는 중국 명나라와 무역을 시작하는 것이었다. 그는 중국무역 협상가인 정지룡(鄭芝龍, 1604~1661)을 인질로 잡고는 네덜란드에 무역 특권을 줄 때까지 석방하지 않겠다고 하였다. 참고로, 정지룡은 대만에서 네덜란드를 쫓아내고 나라를 세운 정성공(鄭成功, 1624년~1662년)의 아버지이기도 하다.

### 사적인 비행들
나이츠는 총독으로 지내면서 대만 원주민 여성들과 잠자리를 가졌고, 통역사를 침대 밑에 숨게 하여 베겟머리 대화까지 통역하게 하여 악명을 떨쳤다. 그리고 회사에서 금지한 개인적 거래를 통해 금전의 이익까지 얻은 혐의로 기소되었다.

### 원주민에 대한 무지
나이츠는 대만 원주민에 대해 "선도 악도 모르는 단순하고 무지한 사람들"이라고 평가하였고, 신스구 주민들을 가혹하게 대우하였다. 반면에 일본인은 관대하게 환대하여, 대만 원주민들의 불만이 쌓여갔다.
1629년에 나이츠는 마더우구에 있는 원주민 마을을 방문하였다. 이때, 나이츠와 네덜란드 군인들은 배불리 먹고 즐거운 분위기에 방심을 하고 있었는데, 이를 이용하여 원주민들이 네덜란드 군인 7명을 학살해버렸다. 나이츠는 가까스로 죽음을 모면했다.

### 스페인의 대만 주둔
1629년에 스페인은 대만 북부에 스페인령 포르모사라는 식민지를 만들고 주둔하기 시작했다. 나이츠는 네덜란드 동인도회사의 수도인 바타비아에 급히 편지를 써서, 단수이구와 지룽시에 있는 스페인군을 몰아내달라고 요청했다. 그러나 네덜란드는 1641년까지 이를 무시하고 아무런 조치도 취하지 않았다.

### 일본과 대립
타이위안(현재 대만의 안핑구)에 있던 일본 상인들은 네덜란드가 대만에 식민지를 만들기 전부터 무역을 하고 있었다. 그런데 네덜란드가 대만에 네덜란드령 포르모사를 만들면서, 일본 상인들에게 무역을 하는 대가로 통행료를 부과했고 일본 상인들은 이를 거부하면서 서로 긴장이 고조되기 시작하였다.
여기에 더해 나이츠는 일본 상인들이 통행료를 지불할 때까지 배와 무기를 압수하였다. 이는 일본 쇼군의 궁정에서 나이츠를 방해했던 하마다 야헤이(濱田彌兵衛)에 대한 복수적 성격도 있었다.

### 인질로 잡히다

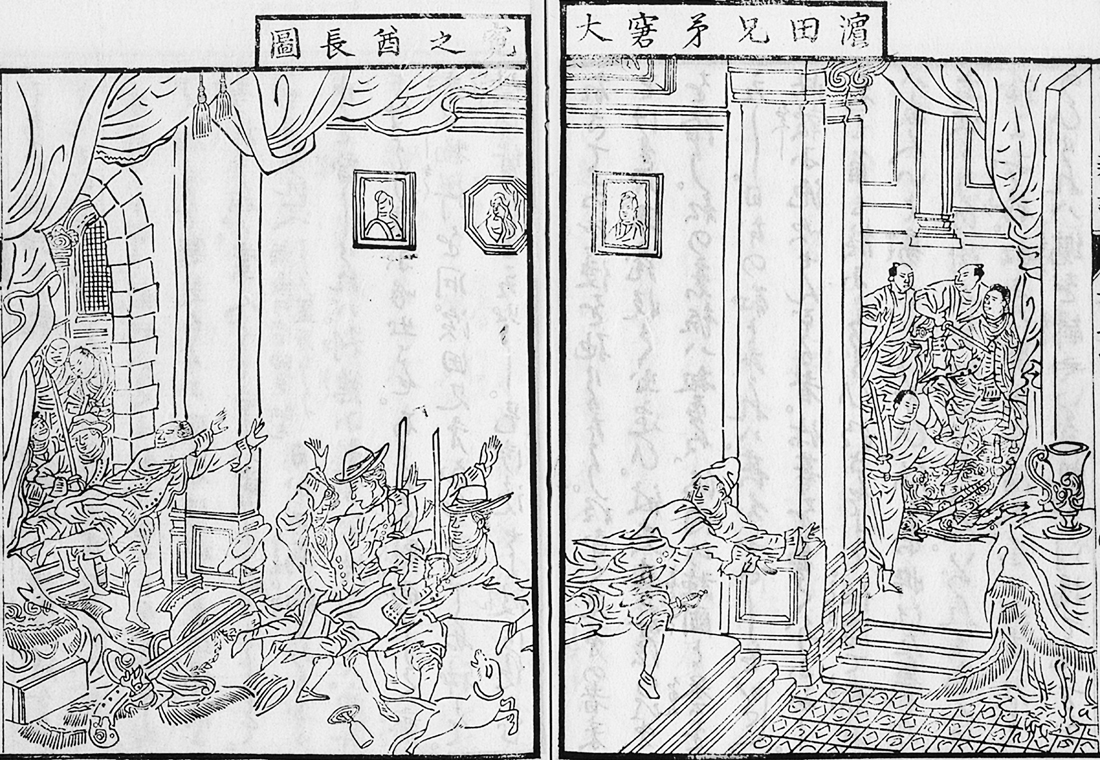
1692년 대만 뉴질랜디아성에서 피터 나이츠를 납치하는 일본인들(17세기 일본 나가자미 요코(Nagazumi Yoko)의 서적 만국신화(万国新話))

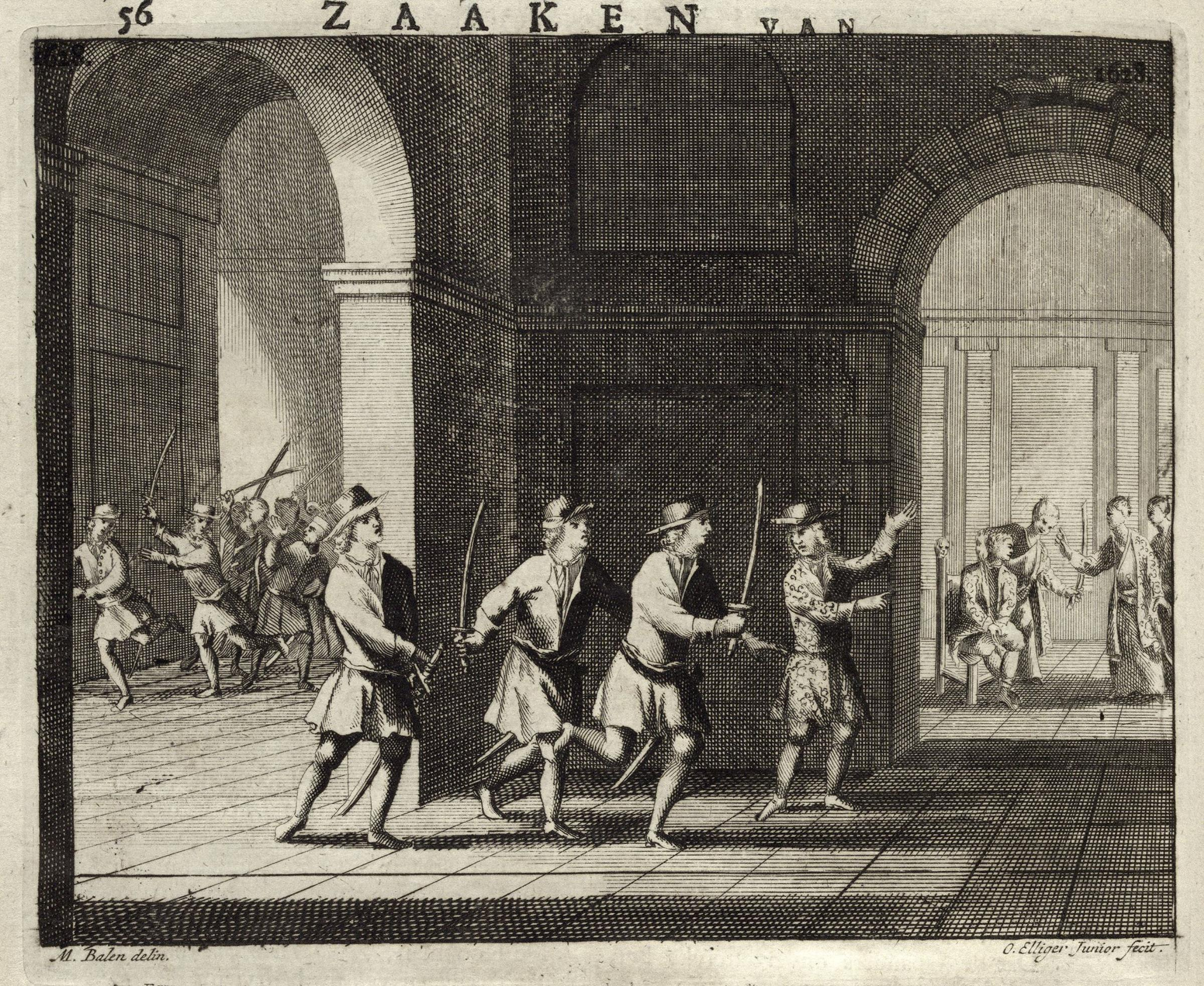
1726년 네덜란드 판화. 위의 그림과 같은 상황을 네덜란드인들이 그린 것이다.

그러나 일본인들은 통행료를 낼 생각이 전혀 없었고, 오히려 하마다 야헤이를 비롯한 일본인들은 나이츠를 인질로 잡아버렸다. 이를 타이오완 사건(タイオワン事件) 또는 하마다 야헤이 사건(濱田彌兵衛事件)이라고 부른다. 일본인들은 배와 재산을 돌려주고, 일본으로 안전하게 귀국할 수 있도록 요청했다.
이러한 일본 상인들의 요청은 네덜란드령 포르모사 의회에서 승인되었고, 나이츠의 장남인 로렌스를 포함한 29명의 인질까지 일본으로 보내졌다. 로렌스는 1631년 12월 29일에 일본 나가사키 오무라에 있는 감옥에서 사망했다.

## 가택 연금
일본과 네덜란드의 무역은 결국 중단되어 버렸다. 네덜란드는 높은 수익을 가져다 주는 일본과의 무역이 재개되기를 바랐다. 하지만 일본과의 협상이 모두 실패로 돌아가자, 네덜란드는 피터 나이츠를 쇼군에게 보내 처벌하게 하자고 결론을 내렸다.
나이츠는 일본으로 가지는 않았지만, 결국 1632년부터 일본군에 의해 가택연금을 당하기 시작했다. 그러다 1636년에 네덜란드 동인도회사의 수도인 바타비아(현재, 인도네시아 자카르타)로 송환되었다.
나이츠는 가택연금 기간 중에 고전 작가들의 라틴어책들을 수집하고, 코끼리와 나일강 삼각주에 대한 논문을 쓰면서 시간을 보냈다. 그리고 네덜란드 동인도회사가 부담하는 옷과 음식에 대해 막대한 비용을 지출하면서, 네덜란드를 짜증나게 만들었다.
나이츠는 네덜란드 동인도회사에 벌금을 물고 불명예스럽게 해고당한 후, 네덜란드로 돌아갔다.

## 네덜란드에서의 생활
네덜란드로 돌아온 나이츠는 고향인 미델뷔르흐에 살며, 제이우스플란데런에서 지역 행정관으로 경력을 쌓았다. 그후, 1645년 스페인이 도시를 점령하자, 훌스트(Hulst)로 이주하였다.
그후, 훌스터 암바흐(Hulster Ambacht)에서 시장을 3번 역임하고, 훌스트(Hulst)에서 시장을 2번 역임하였다. 그리고 예전에 납부했던 벌금은 네덜란드 동인도회사 미델뷔르흐 회의소에서 지지자들 덕분에 반환까지 받았다.
1640년에 둘째 부인인 안나 판 드리엘(Anna van Driel)과 결혼을 했는데, 그녀는 셋째 아들인 피에테르(Pieter)를 낳으면서 세상을 떠났다. 나이츠는 1649년에 세번째 부인인 아녜스 그라니에(Agnes Granier)와 결혼하였다.(나이츠는 대만에 있을 때, 공식적으로 현지인 부인을 맞이했다는 설도 있어, 4번째 부인일 수도 있다.)
나이츠는 1655년 12월 11일에 사망하여, 훌스트(Hulst) 교회 마당에 묻혔다.